# Locmaria-Grand-Champ
Locmaria-Grand-Champ (en bretó Lokmaria-Gregam) és un municipi francès, situat a la regió de Bretanya, al departament d'Ar Mor-Bihan. L'any 2006 tenia 1.251 habitants.

## Demografia
| 1962                                       | 1968 | 1975 | 1982 | 1990 | 1999 | 2006 |
| ------------------------------------------ | ---- | ---- | ---- | ---- | ---- | ---- |
| 422                                        | 480  | 451  | 573  | 615  | 733  | 925  |
| Des de 1962: població sense dobles comptes |      |      |      |      |      |      |

## Administració
| Període   | Identitat       | Partit |
| --------- | --------------- | ------ |
| 1977-2008 | Yves Lecoq      |        |
| 2008-     | Martine Lohezic |        |